# Gustav Geib
Karl Gustav Geib, född 12 augusti 1808 i Lambsheim, död 23 mars 1864 i Tübingen, var en tysk straffrättslärare.
Geib följde, efter avslutade studier, 1832 kung Otto till Grekland, där han utnämndes till kontorschef i justitieministeriet. År 1834 återvände han till Tyskland, där han publicerade Darstellung des Rechtszustandes in Griechenland während der türkischen Herrschaft und bis zur Ankunft des Königs Otto I (1835) samt blev 1836 extra ordinarie, 1842 ordinarie professor i Zürich och 1851 i Tübingen.
Geib tillhörde den historiska skolan, hans Geschichte des römischen Criminalprocesses bis zum Tode Justinian's (1842), byggt på självständiga studier, var för sin tid banbrytande, om än den inte tillfredsställde Theodor Mommsens och senare tiders fordringar. Vidare kan nämnas Reform des deutschen Rechtslebens (1846), och ofullbordade Lehrbuch des Deutschen Strafrechts, I–II (1861–62).